# Palácio Foz de Arouce
O Palácio dos Condes de Foz de Arouce, ou Quinta de Famalicão, situação no lugar de Famalicão, na atual Freguesia de Arcos e Mogofores, no Município de Anadia, no Distrito de Aveiro, em Portugal.
O Palácio foi construído em 1860 pelos Condes de Foz de Arouce, Maria Joana de Bourbom de Melo Giraldes Caldeira Pereira de Figueiredo e seu marido Francisco Augusto Mesquita de Paiva Pinto.
Maria Joana era filha dos Marquezes da Graciosa que lhe entregaram a Quinta de Famalicão e as casas velhas que ali havia (casas que haviam sido compradas a Maria Bárbara Street Rangel uns anos antes). Foi sobre estas casas velhas que os Condes de Foz de Arouce edificaram a sua nova casa. A casa de grandes dimensões retrata um estilo típico do século XIX português, com salas de grandes dimensões e grande altura. Anexa à casa, foi mais tarde edificada uma capela com uma vistosa torre sineira; essa capela sofreu um incêndio em 1999 que destruiu a capela-mor.
A casa pertence hoje a Melchior Barata de Tovar, bisneto dos fundadores.